# Amsterdamska pogodba
Podpisana je bila 2. oktobra 1997, veljati pa je začela 1. maja 1999. Amsterdamska pogodba spreminja Maastrichtsko Pogodbo o Evropski uniji, pogodbe o ustanovitvi vseh treh Evropskih skupnosti in določene povezane akte. Ne odpravlja tempeljske tristebrne zgradbe EU, spreminja pa vsebino vsakega od stebrov ter premika del vsebine posameznih stebrov med seboj (zlasti problematiko, ki se nanaša na sklopa iz pravosodja in notranjih zadev dotedanjega III. stebra v  I. steber ES). Maastrichtska in kasneje Amsterdamska pogodba sta torej Sodišče ES končno opremili z določbami »ustavne« narave.
Tudi po Amsterdamu obstajajo 4 pogodbe:
- Pogodba o Evropski uniji (PEU)
- Pogodba o Evropski skupnosti (PEGS; PES; PDEU)
- Pogodba o Evropski skupnosti za premog in jeklo (ESPJ)
- Pogodba o Evropski skupnosti za jedrsko energijo (EURATOM)

Najvidnejša sprememba glede na maastrichtska besedila PEU in PES je nomotehnična, novo oštevilčenje členov (odpadejo male črke pri členih – npr. 3a postane 4 čl., namesto velikih črk so številke členov).
Struktura amsterdamske pogodbe:
1. del: materialnopravne spremembe (npr. 1.člen spreminja PEU, 2. člen pa PES)
2. del: poenostavitve – navzven izgledajo spremembe majhne, dejansko pa v prečiščenem besedilu ustvarjajo nomotehnično pregledno besedilo brez balasta (namen določb je brisanje že neveljavnih in spremembe drugih določb)
3. del: splošne in končne določbe
dodano: vrsta protokolov, 51 deklaracij (sprejetih na medvladni konferenci), 8 dodatnih deklaracij
Spremembe I. stebra: Največjo vsebinsko spremembo I. stebra pomeni vključitev velikega dela dotedanjega III. stebra v I. steber čl. 61-69 PES o prostem gibanju oseb, ki se nanašajo na vize, azil, imigracijo in pravosodno sodelovanje v civilnih zadevah.
Spremembe II. stebra: steber je dopolnjen. Spremembe so namenjene izboljševanju učinkovitosti dotedanjih dogovorov in vzpostavljajo sistem, ki je bolj premišljen in sofisticiran od tistega iz Maastrichta. Orodja za dosego ciljev so ostrejša in so izdelana v samostojnih določbah, skupnih akcijah, sprejemu skupnih stališč strategij in sistematičnem sodelovanju. Ostal je konsenz v Svetu.
Spremembe III. stebra: novo ime: Policijsko in pravosodno sodelovanje v kazenskih zadevah. Namen tega stebra je splošna ustvaritev svobode in pravičnosti z razvijanjem skupnih akcij na področjih policijskega sodelovanja, pravosodnega sodelovanja ter v preprečevanju in boju proti rasizmu in ksenofobiji. Cilji delovanja so terorizem, tihotapljenje drog, orožja in ljudi, kazniva dejanja proti otrokom, korupcija, prevare. Opredeljene so metode za dosego ciljev – tesno sodelovanje med policijami in carinskimi organi ter drugimi državnimi institucijami s pomočjo Europola, sodelovanje med pravosodnimi in drugimi državnimi organi med državami članicami ter izenačevanje določene kazensko-pravne zakonodaje v državah članicah.
Vir:
- Grilc, Ilešič, Pravo Evropske unije, 1. knjiga, Cankarjeva založba, Ljubljana 2001

- Grilc, Ilešič, Pravo Evropske unije, 2. knjiga, Cankarjeva založba, Ljubljana 2001